# Emily Borthwick
Pour les articles homonymes, voir Borthwick.
Emily Borthwick (née le 2 septembre 1997 à Worthing) est une athlète britannique, spécialiste du saut en hauteur.

## Carrière
Originaire de Wigan (Lancashire), Borthwick termine troisième au championnat britannique 2020 au saut en hauteur. En mars 2021, elle est sélectionnée dans l'équipe de Grande-Bretagne et d'Irlande du Nord pour participer aux Championnats d'Europe d'athlétisme en salle 2021, organisés à Toruń, en Pologne. Lors de l'événement, elle a obtenu un nouveau record personnel avec un troisième passage à 1,91 m pour se qualifier pour la finale du saut en hauteur féminin où elle termine 8e.
Après avoir de nouveau terminé troisième des championnats britanniques en 2021, Borthwick est ajoutée à l'équipe britannique pour les Jeux d'été de 2020 retardés à Tokyo.
Lors du concours qualificatif le 5 août 2021, elle franchit 1 m 93, ce qui ne lui permet pas de se qualifier pour la finale.
Son record personnel actuel est de 1 m 93, établi à l'Atletica de Genève (Suisse) en juin 2021 (et égalé en août 2021 à Tokyo).

## Vie privée
Borthwick vit à Loughborough avec son partenaire, le champion britannique de saut à la perche Harry Coppell.